# Wolfgang Heinz (actor)

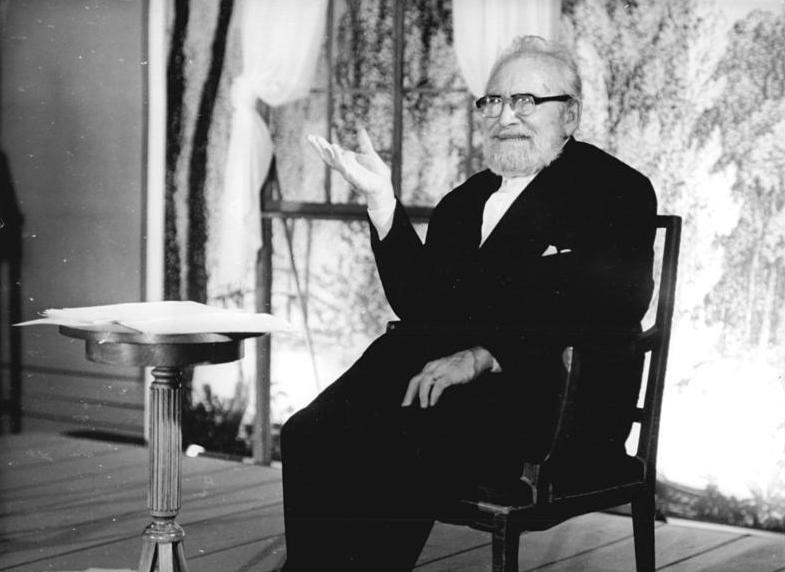
Wolfgang Heinz en 1979

Wolfgang Heinz (18 de mayo de 1900 - 30 de octubre de 1984) fue un actor y director teatral germanoaustriaco. Fue Presidente de la Academia de las Artes de Berlín entre 1968 y 1974.

## Biografía

### Inicios
Su verdadero nombre era Wolfgang Hirsch, y nació en Pilsen, en la actual República Checa, siendo sus padres el periodista y director teatral Julius Hirsch y su esposa, Camilla. Él era medio hermano de David Hurst. Dejó el Archduke Rainer Gymnasium de Viena a los 17 años de edad con el fin de hacer carrera como actor. Debido a una enfermedad respiratoria fue eximido de hacer el servicio militar. Mudado a Alemania, trabajó en teatros de Friedrichroda y Eisenach en el año 1917. Aunque nunca se formó en una academia de interpretación, consiguió actuar en teatros de Berlín, Hamburgo y otras ciudades. En noviembre de 1918 se sumó al elenco del Deutsches Theater de Berlín. Su debut en el cine llegó e 1919 con el film Die Geächteten, pudiendo también actuar en Nosferatu, eine Symphonie des Grauens. Se casó en el año 1921, pero su esposa sufría pleuresía y falleció a los seis meses. Más adelante, Heinz actuó en el Schauspielhaus Berlin, el cual dejó en 1923, cuando problemas vocales le obligaron a dejar su carrera durante tres años. En 1926 Max Reinhardt aceptó que volviera al Deutsches Theater, donde también empezó a dirigir obras teatrales. Heinz fue amigo cercano del actor Hans Otto y, gracias a su influencia fue miembro del Partido Comunista de Alemania en el año 1930.

### Exilio
Al igual que todos los actores judíos e izquierdistas, Heinz perdió su trabajo tras el Incendio del Reichstag. Emigró a Holanda, de donde viajó al Reino Unido, y después a Viena. Finalmente se asentó en Suiza donde, al igual que otros muchos exiliados de Alemania, actuó en el Schauspielhaus Zürich. En 1938 empezó a dirigir obras teatrales. Durante su estancia en Suiza fue uno de los fundadores y presidente del Movimiento Suizo Austria Libre. Abandonó su participación en el KPD en el año 1943.
Tras finalizar la Segunda Guerra Mundial, Heinz emigró a la Viena ocupada por los soviéticos, y en 1946 ingresó en el Partido Comunista de Austria. Al principio fue parte del elenco del Volkstheater de Viena, y en 1948, junto a Karl Paryla y Emil Stöhr, fue fundador y miembro, entre 1948 y 1956, del Neue Theater in der Scala. El teatro mantenía una línea comunista y prosoviética, y desafiaba abiertamente el boicot existente en Viena contra la obra de Bertolt Brecht. Heinz conoció a su segunda esposa, la actriz austriaca Erika Pelikowsky, mientras trabajaba en el Scala. También fue director en el Deutsches Theater desde 1951 y, en 1956, tras la retirada soviética de Austria, el teatro fue cerrado. Heinz, Pelikowsky y su hija Gabriele (nacida en 1948) se mudaron a Berlín Este.

### República Democrática de Alemania

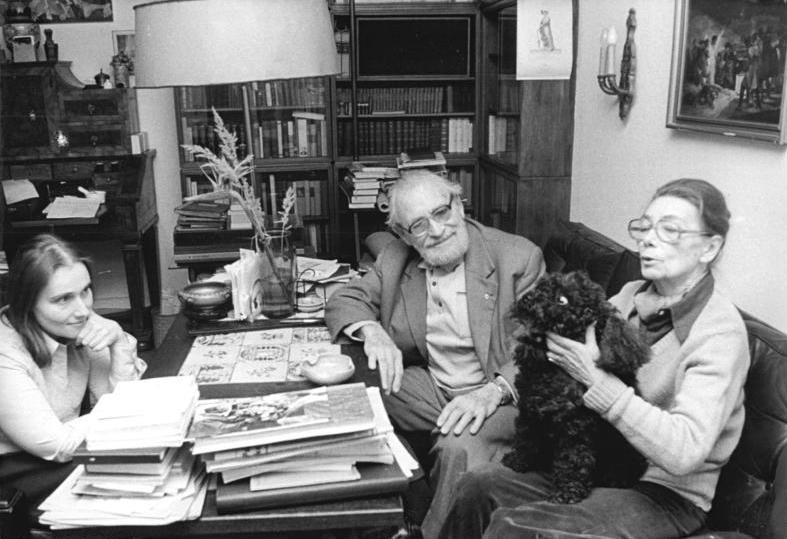
Wolfgang Heinz, con su esposa Erika Pelikowsky, su hija Gabriele y su perro Cico celebrando el 80 cumpleaños del actor

En Alemania del Este Heinz se sumó de manera permanente al reparto del Deutsches Theater bajo la dirección de Wolfgang Langhoff. Interpretó más de 300 papeles, y fue sobre todo conocido por sus primeros papeles en El rey Lear, La vida de Galileo, Wallenstein, Nathan el Sabio y Professor Mamlock. Además de ello, también dirigió ochenta obras a lo largo de los años, y actuó en varias películas de la Deutsche Film AG. Desde 1959 a 1962 dirigió la Academia de Arte Dramático Ernst Busch de Berlín. En 1960 fue profesor y miembro de la Academia de las Artes de Berlín. En 1963 dejó el KPÖ e ingresó en el Partido Socialista Unificado de Alemania. Ese mismo año, reemplazó a Langhoff como director teatral y gerente, manteniendo el cargo hasta el año 1969.
En 1966, Heinz fue nombrado director de la Asociación de Artistas Teatrales de Alemania del Este, puesto que desempeñó hasta el momento de su muerte. Entre 1968 y 1974 fue presidente de la Academia de las Artes de Berlín. En 1975 hizo su última actuación teatral, encarnando a Nathan el Sabio. Después fue nombrado miembro honorario del Deutsches Theater.
Heinz recibió la Orden del Mérito Patriótico en el año 1965 (recibiendo un corchete honorario en el año 1980), el Premio Nacional de la RDA en 1968, la Orden de Karl Marx en 1974, y el Premio Goethe de la ciudad de Berlín en 1976. El 30 de septiembre de 1983 fue nombrado ciudadano honorario de la ciudad de Berlín. Tras la reunificación alemana, el estatus de Heinz fue mantenido por el ayuntamiento, dado que su carrera teatral había comenzado antes de la etapa comunista y era independiente de la misma.
Wolfgang Heinz falleció en Berlín Este en el año 1984. Fue enterrado en el Cementerio Friedhof Adlershof de esa ciudad.

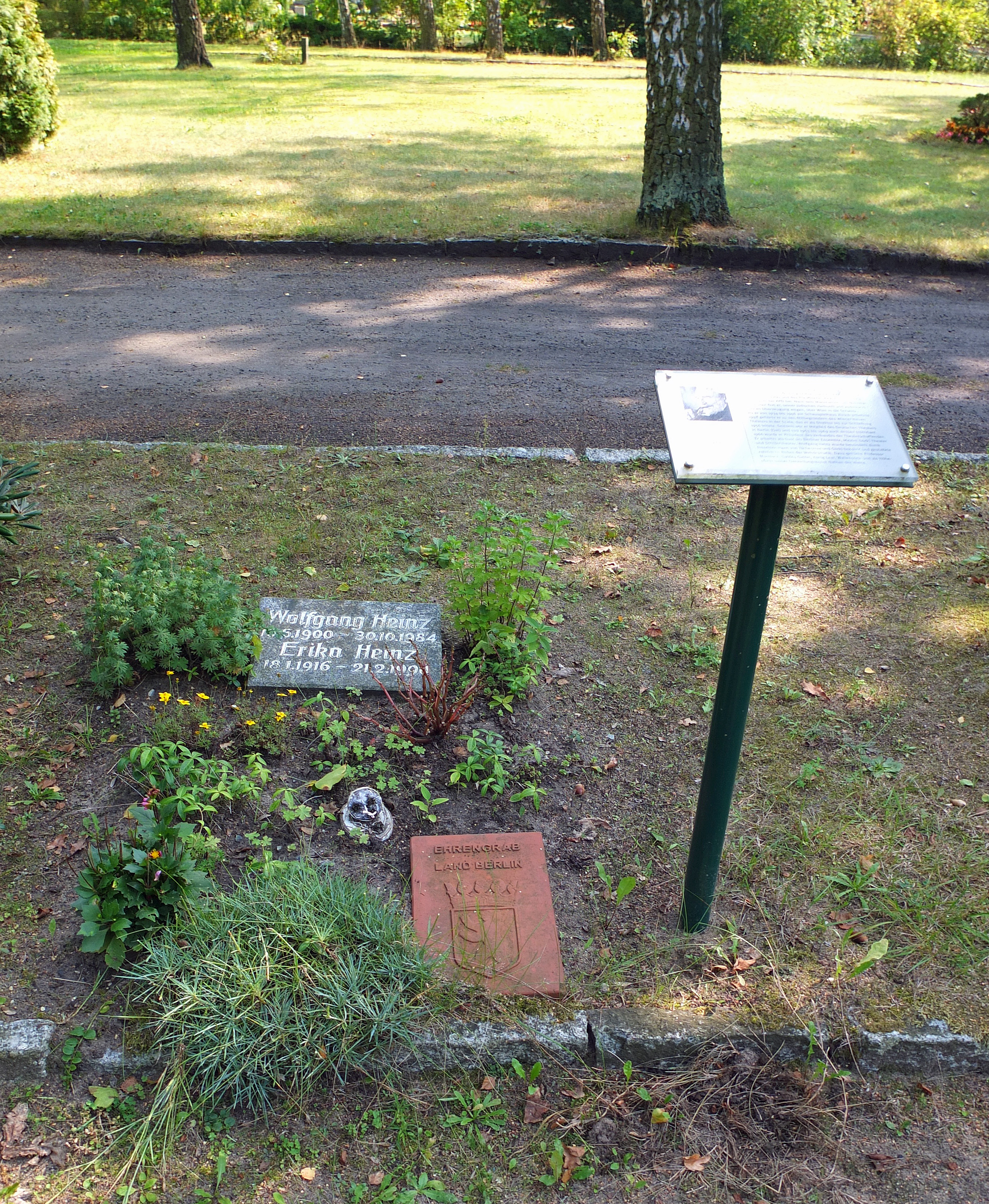
Tumba de Wolfgang Heinz

## Premios
- 1959 : Nombramiento de Profesor
- 1960 : Miembro de la Academia Alemana de las rates
- 1965 : Orden del Mérito Patriótico en Oro de la RDA
- 1968 : Premio Nacional de la RDA
- 1974 : Orden de Karl Marx
- 1975 : Miembro honorario del Deutsches Theater de Berlín
- 1976 : Premio Goethe de la Ciudad de Berlín
- 1980 : Corchete honorífico de la Orden Patriótica del Mérito
- 1982 : Premio Theodor Körner
- 1983 : Ciudadanía honoraria de Berlín
- 1984 : Premio Nacional de la RDA de Clase I de las Artes y la Literatura

## Filmografía
- 1919 : Die Geächteten
- 1920 : Die entfesselte Menschheit
- 1921 : Nosferatu, eine Symphonie des Grauens
- 1932 : Ein blonder Traum
- 1938 : Fusilier Wipf
- 1954 : Der Komödiant von Wien
- 1955 : Gasparone
- 1958 : Geschwader Fledermaus
- 1961 : Professor Mamlock
- 1963 : Das russische Wunder (narrador)
- 1972 : Der kleine Prinz (telefilm)
- 1973 : Der nackte Mann auf dem Sportplatz
- 1978 : Nun gut, wir wollen fechten
- 1979 : Die Rache des Kapitäns Mitchell (telefilm)

## Teatro

### Director
- 1951 : Alfred Kantorowicz: Die Verbündeten (Deutsches de Berlín – Kammerspiele)
- 1951 : William Shakespeare: Noche de reyes (Deutsches Theater Berlin – Kammerspiele)
- 1954 : Máximo Gorki: Ssomow und Andere (Deutsches Theater Berlin)
- 1955 : Gerhart Hauptmann: Vor Sonnenuntergang (Deutsches Theater Berlin)
- 1956 : Lillian Hellman: Die kleinen Füchse (Deutsches Theater Berlin – Kammerspiele)
- 1959 : Máximo Gorki: Sommergäste (Deutsches Theater Berlin)
- 1961 : Antón Chéjov: El jardín de los cerezos (Deutsches Theater Berlin)
- 1962 : Gerhart Hauptmann: Florian Geyer (Volksbühne Berlin)
- 1963 : León Tolstói: Guerra y paz (narrador), dirigida con Hannes Fischer (Volksbühne Berlín)
- 1967 : Maxim Gorki: Feinde (Deutsches Theater Berlin)
- 1967 : Rolf Schneider: Prozeß in Nürnberg (Deutsches Theater Berlin)
- 1968 : Johann Wolfgang von Goethe: Fausto, dirigida con Adolf Dresen (Deutsches Theater Berlin)
- 1969 : Mattias Braun (a partir de Eurípides): Die Troerinnen (Deutsches Theater Berlin)
- 1975 : Máximo Gorki: Die Letzten (Teatro Maxim Gorki (Berlín))
- 1976 : Vasili Shukshín: Der Standpunkt (Deutsches Theater Berlin)
- 1976 : Vasili Shukshín: Tüchtige Leute (Deutsches Theater Berlin)
- 1978 : Gerhart Hauptmann: Michael Kramer (Deutsches Theater Berlin)
- 1980 : Antón Chéjov: La gaviota (Deutsches Theater Berlin)

### Actor
- 1950 : Ernst Fischer: Der große Verrat, dirección de Wolfgang Langhoff (Deutsches Theater Berlin)
- 1959 : Friedrich Schiller: Wallenstein, dirección de Karl Paryla (Deutsches Theater Berlin)
- 1971 : Bertolt Brecht: La vida de Galileo, dirección de Fritz Bennewitz (Berliner Ensemble)

## Radio

### Director
- 1957 : Lion Feuchtwanger: „Wahn“ oder „Der Teufel in Boston“ (Rundfunk der DDR)

### Locutor
- 1953 : Otto Taussig: Der Fall van der Lubbe, dirección de Franz Josef Engel (Radio Verkehrs AG)
- 1954 : Johannes R. Becher: Die Winterschlacht, dirección de Hedda Zinner (Rundfunk der DDR)
- 1954 : Friedrich Schiller: Los bandidos, dirección de Martin Flörchinger (Rundfunk der DDR)
- 1957 : Wolfgang Weyrauch: Woher kennen wir uns bloß?, dirección de Peter Thomas (Rundfunk der DDR)
- 1958 : Gerhard Rentzsch/Karl Wagert: Der Fall van der Lubbe, dirección de Erich-Alexander Winds (Rundfunk der DDR)
- 1958 : Günther Weisenborn: Yang-Tse-Kiang, dirección de Werner Stewe (Rundfunk der DDR)
- 1978 : Karel Čapek: Taschenspiele, dirección de Joachim Staritz (Rundfunk der DDR)
- 1979 : Alberto Molina: Beerdigung unter Bewachung, dirección de Fritz Göhler (Rundfunk der DDR)